# Psychofarmakologia

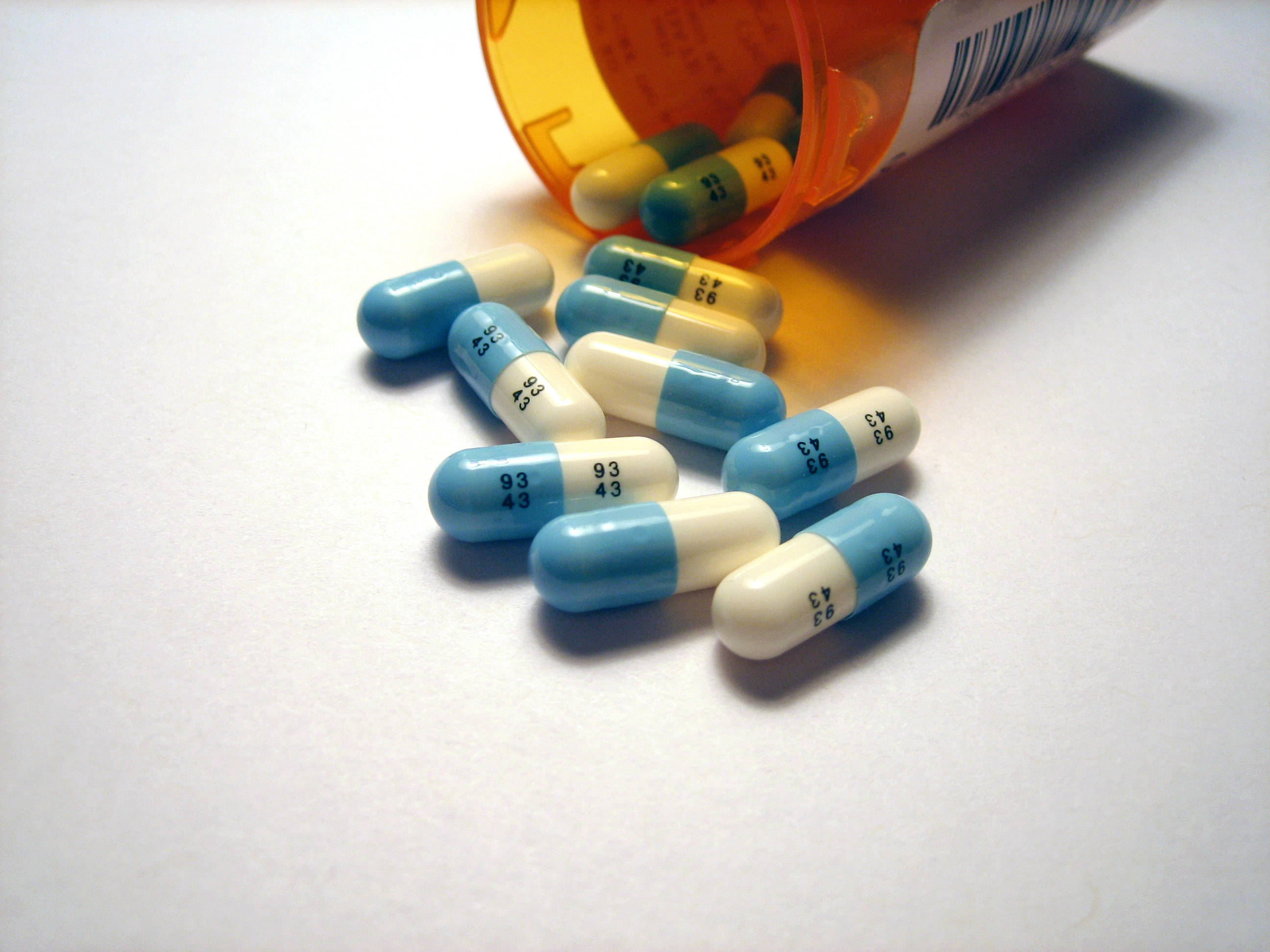
Kapsułki Prozacu

Psychofarmakologia – zajmuje się badaniem wpływu leków psychoaktywnych na funkcjonowanie ośrodkowego układu nerwowego na wszystkich poziomach analizy. W ramach tego badane jest poznanie, zachowanie, stan psychiczny, neurofizjologia, neurochemia, ekspresja genów i biologia molekularna. Farmakologiczne leczenie zaburzeń psychicznych jest krytykowane w ośrodkach psychiatrycznych.